# Aparapotamon grahami
Aparapotamon grahami is een krabbensoort uit de familie van de Potamidae. De wetenschappelijke naam van de soort is voor het eerst geldig gepubliceerd in 1931 door Rathbun.